# Ếch xanh dao
Ếch xanh dao (Odorrana daorum) là một loài ếch trong họ Ranidae.
Nó được tìm thấy ở Hồng Kông, Việt Nam, và có thể Trung Quốc.
Các môi trường sống tự nhiên của chúng là rừng mây ẩm nhiệt đới và cận nhiệt đới và sông. Tình trạng bảo tồn của nó hiện chưa đủ thông tin.